# シューケット
シューケット（仏: chouquette）は小さく絞り出したシュー生地にパールシュガーをまぶして焼いたヴィエノワズリーである。中にカスタードクリーム あるいは ムースを詰めることもある。シューケットにはチョコレートをかけたものや、チョコチップで覆ったものもある。
フランスの特定地域発祥というわけではない。